# Valerij Uskov
Valerij Uskov (russisk: Вале́рий Ива́нович Уско́в) (født 22. april 1933 i Jekaterinburg i Sovjetunionen) er en sovjetisk filminstruktør og manuskriptforfatter.

## Filmografi
- Samyj medlennyj poezd (Самый медленный поезд, 1963)[1][2]
- Stjuardessa (Стюардесса, 1967)
- Nepodsuden (Неподсуден, 1969)